# Педро Альварес де лас Астуриас
Педро Альварес де лас Астуриас (исп. Pedro Álvarez de las Asturias; умер в 1286, Вальядолид) — астурийский и кастильский аристократ, главный майордом короля Кастилии Санчо IV.

## Семейные отношения
Педро был сыном Алвара Диаса де лас Астуриаса, также известного как Альвар Диас де Норенья, богатого человека и важного астурийского магната, владельца феодов Сьеро, Нава, Агилар. Его матерью была Тереза Перес Хирон, дочь Педро Родригеса Хирона и его жены Санчи Перес де Лумиарес, дочь португальского дворянина Педру Афонсу Вьегаса де Рибадуро и Уррака Альфонсо, внебрачной дочери короля Португалии Афонсу I.
Его бабушкой и дедушкой по отцовской линии были Ордоньо Альварес де Норенья и Эльвира Гарсия де Браганса, дочь португальского дворянина Гарсии Переса де Браганса и его жены Готиньи Суарес де Тугес. У Педро было три брата: Альфонсо, Майор, жена Диего Гомеса де Кастаньеда, и кардинал Ордоньо Альварес.

## Биография
Он был мерино и главным аделантадо королевства Леон. От противостояния между Альфонсо X и его сыном, будущим Санчо IV, он добился большого феодального статуса. Он поддержал Санчо, который уже как король наградил его различными должностями и назначил его главным майордомом. Кроме того, в 1285 году король подарил Педро город Тьедра и его башню, а также поместья Вильявельид, Побладура и Кастромембибре, которые позже унаследовала его дочь Тереза, а затем сын Терезы и её муж, Тельо Альфонсо де Менезес.
После его смерти он был похоронен в монастыре Сан-Франциско в Вальядолиде.

## Брак и потомство
Он женился на Санче Родригес де Лара, дочери Родриго Альвареса де Лара (незаконнорожденного сына Альваро Нуньеса де Лара и Терезы Хиль де Осорно), и Санчи Диес де Сифуэнтес, дочери Диего Фройласа и его жены Альдонсы Мартинес де Сильва, которая до замужества была любовницей короля Леона Альфонсо IX, от которого у неё были потомки. От этого брака родились:
- Педро Альварес де лас Астуриас, умер до 6 февраля 1298 года и похоронен в монастыре Сан-Бартоломе-де-Нава
- Родриго Альварес де лас Астуриас, из-за ранней смерти своего брата Педро унаследовал от отца «все права и активы». Было приказано похоронить его в монастыре Сан-Висенте- де-Овьедо
- Тереза Альварес де лас Астуриас, замужем за Альфонсо Тельесом, сыном инфанта Альфонсо де Молина и братом королевы Марии де Молина, унаследовала город Тьедра от своего отца.